# 顧燕詒
顧燕詒（1583年—1667年），字安彥，南直隸蘇州府太倉州人，明朝、南明政治人物。

## 生平
顧燕詒是天啟四年（1624年）甲子科順天鄉試舉人，崇禎元年（1628年）中進士，獲授刑部主事，外任濟南知府，免除地方苛政，五年後陞任福建驛傳道副使，因有平定流寇功勞而調任嘉湖兵備道參政，其時浙西是盜賊淵藪，他到任後修繕城郭、訓練士卒、儲備糧食，有《保民四事書》，不久嘉善漕卒兵變，他單騎往諭平定事件，同時修築海塘保障嘉興、湖州。
當時文選司郎中吳昌時倚勢周延儒，顧燕詒拒絕往來令對方懷恨在心，藉故誣劾他而削官，年多後吳昌時被斬首示眾，他復官為浙江按察使，陞右布政使、左布政使，弘光元年（1645年）致仕。
入清朝後，他以患病婉拒他人推薦入朝當官，太倉知州白登明禮遇「婁東七老」，他位列首名。康熙六年（1667年）去世，年八十五歲

## 親屬
子顧景錫，清順治十二年進士，顧光復，副貢生。

## 引用
1. 1 2  錢海岳《南明史·卷三十五·列傳第十一》：（弘光）時先後為布政使可紀者，為顧燕詒、孫時偉、莫儼皋、王敬錫、孫朝讓、彭份、龐承寵、徐紹煌、秦一鵬、楊時隆、路進；按察使可紀者，為胡之彬、岳虞巒、王源昌、劉伸、徐維藩、黎慶永、蕭譽、沈冷之、彭敦曆；鹽運使可紀者，為梁招孟云。……燕詒，字安彥，太倉人。崇禎元年進士。授刑部主事，遷濟南知府，力除苛政。陞福建驛傳副使，有平寇功，晉嘉湖參政。時浙西為盜藪，至則修城蒐卒，儲芻茭，有保民四事書。值嘉善漕卒變，輕騎諭之，指顧懾服。又大建海塘，保障二郡。吳昌時勢張，不與，通誣劾削籍。昌時敗，起浙江按察使，擢左布政使。弘光元年致仕。清薦力辭。卒年八十五。
2. ↑  民國《太倉州志·卷十·選舉》：（天啟）四年甲子（舉人）……顧燕詒 北榜，見進士……崇禎元年戊辰（進士） 顧燕詒 有傳
3. ↑  民國《太倉州志·卷十九·人物三》：顧燕詒，字安彥，其先滁人，崇禎元年進士。授刑部主事，出守濟南，蠲除苛政，厯五載擢福建驛傳道，以平賊功調嘉湖兵備，時浙西為盜淵藪，燕詒至則完城郭、蒐卒伍、儲芻茭，有《保民四事書》，值嘉善漕卒變，燕詒輕騎往諭，指顧懾服，又興築海塘保障二郡。進按察使，陞右布政使，先是吳昌時官文選司郎中倚勢張甚，燕詒拒弗與通，昌時銜之，誣劾燕詒奪職；歲餘昌時死東市，燕詒復官，入國朝有欲薦燕詒者以疾辭，知州白登明禮婁東七老，燕詒居首，康熙六年卒，年八十五，子景錫進士，光復副貢生。